# Classis Misenensis
De Classis Misenensis (voluit: classis praetoria Misensis) was de Romeinse militaire vloot aan de Tyrreense Zee met als basis Misenum (Miseno). Het was de belangrijkste Romeinse vloot.
De vloot werd in 27 v.Chr. opgericht door keizer Augustus. Deze vloot werd oorspronkelijk classis Misenensis of classis quae est Miseni genoemd. De basis van de vloot werd de door Marcus Vipsanius Agrippa aangelegde Portus Julius bij Misenum. Keizer Augustus liet eveneens een waterkelder aanleggen om de hele vloot van drinkwater te voorzien: de Piscina Mirabilis. De waterkelder werd gevoed door de Aqua Augusta.
Detachementen (vexillationes) van de vloot bevonden zich onder andere in Ostia, Pozzuoli, Centumcellae en havens op Sardinië en Corsica.
Een speciaal detachement werd in Rome gelegerd. Vanwege hun specifieke zeilkennis werden zij ingezet bij het hijsen van de grote zeilen van het Colosseum en de theaters, waarmee de toeschouwers werden beschermd tegen de felle zon. Dit detachement was gelegerd in de Castra Misenatium.
De commandant van de vlooteenheid heette de praefectus classis. In 79 was Plinius de Oudere bevelhebber van de vloot, in 114 Quintus Marcius Turbo.

## Referentie
- E. Saglio, art. classis, in C. Daremberg - E. Saglio (edd.), Le Dictionnaire des Antiquités Grecques et Romaines, I.2, Parijs, 1877, pp. 1232[dode link]-1233[dode link].